# Кочетоцька селищна рада
Кочетоцька се́лищна ра́да — адміністративно-територіальна одиниця та орган місцевого самоврядування в Чугуївському районі Харківської області. Адміністративний центр — селище міського типу Кочеток.

## Загальні відомості
Кочетоцька селищна рада утворена в 1938 році.
- Територія ради: 155,22 км²
- Населення ради: 3 633 особи (станом на 2001 рік)
- Територією ради протікають річки Сіверський Дінець, Тетлега.

## Населені пункти
Селищній раді підпорядковані населені пункти:
- смт Кочеток

## Склад ради
Рада складається з 20 депутатів та голови.
- Голова ради: Світайло Олександр Сергійович

### Керівний склад попередніх скликань
| Прізвище, ім'я, по батькові   | Основні відомості                                                                | Дата обрання | Дата звільнення |
| ----------------------------- | -------------------------------------------------------------------------------- | ------------ | --------------- |
| Майстренко Людмила Василівна  | Селищний голова, 1961 року народження, член Народно-демократичної партії України | 26.03.2006   | 31.10.2010      |
| Рехтін Сергій Євсейович       | Селищний голова, 1958 року народження, освіта вища, безпартійний                 | 31.10.2010   | 25.10.2015      |
| Світайло Олександр Сергійович | Селищний голова, 1981 року народження, освіта вища, безпартійний                 | 25.10.2015   |                 |

Примітка: таблиця складена за даними сайту Верховної Ради України

### Депутати
За результатами місцевих виборів 2010 року депутатами ради стали:

#### За суб'єктами висування
| Суб'єкт висування                 | Кількість обраних депутатів | %  |
| --------------------------------- | --------------------------- | -- |
| Партія регіонів                   | 14                          | 70 |
| Самовисування                     | 3                           | 15 |
| Політична партія «Сильна Україна» | 2                           | 10 |
| Партія Пенсіонерів України        | 1                           | 5  |

#### За округами
| № округу                          | Прізвище, ім'я, по батькові     | Дата визнання обраним | Освіта           | Партійна приналежність                  | Відомості про обраного депутата                           |
| --------------------------------- | ------------------------------- | --------------------- | ---------------- | --------------------------------------- | --------------------------------------------------------- |
| Партія Пенсіонерів України        |                                 |                       |                  |                                         |                                                           |
| 18                                | Горовенко Валерій Кирилович     | 02.11.2010            | вища             | член Партії пенсіонерів України         | Відділ освіти Чугуївської РДА, методист                   |
| Партія регіонів                   |                                 |                       |                  |                                         |                                                           |
| 1                                 | Будянський Олексій Миколайович  | 02.11.2010            | вища             | член Партії регіонів                    | приватний підприємець                                     |
| 3                                 | Костенко Олександр Валентинович | 02.11.2010            | вища             | член Партії регіонів                    | ВУВГ «Донець», провід-ний диспет-чер ЦДП                  |
| 4                                 | Муригін Олександр Олександрович | 02.11.2010            | вища             | член Партії регіонів                    | ВУВГ «Донець», заступник начальника                       |
| 5                                 | Маляр Сергій Степанович         | 02.11.2010            | вища             | член Партії регіонів                    | ВУВГ «Донець», начальник Роганської насосної станції      |
| 6                                 | Лозовий Віталій Миколайович     | 02.11.2010            | вища             | член Партії регіонів                    | ВУВГ «Донець», майстер служби мережі                      |
| 7                                 | Ломако Ігор Вікторович          | 02.11.2010            | вища             | член Партії регіонів                    | ВУВГ «Донець», змінний інженер ЦВП-2                      |
| 9                                 | Чепік Микола Миколайович        | 02.11.2010            | середня          | член Партії регіонів                    | ВУВГ «Донець», начальник служби мережі                    |
| 11                                | Калтухчан Сергій Сергійович     | 02.11.2010            | вища             | член Партії регіонів                    | ВУВГ «Донець», начальник ЦВП-2                            |
| 12                                | Помиляйко Олександр Олексійович | 02.11.2010            | вища             | член Партії регіонів                    | ВУВГ «Донець», начальник ХПС                              |
| 13                                | Фініка Сергій Михайлович        | 02.11.2010            | вища             | член Партії регіонів                    | ВУВГ «Донець», змінний інженер ЦВП-3                      |
| 14                                | Столпець Валентин Борисович     | 02.11.2010            | вища             | член Партії регіонів                    | ВУВГ «Донець», начальник ЦВП-3                            |
| 15                                | Федосова Алла Григорівна        | 02.11.2010            | середня          | член Партії регіонів                    | ВУВГ «Донець», оператор на фільтрах ЦВП-2                 |
| 17                                | Пономарьов Валерій Борисович    | 02.11.2010            | вища             | член Партії регіонів                    | ЗАТ «Інтерфакт ЛТД», енергетик цеху                       |
| 20                                | Пузіков Віктор Іванович         | 02.11.2010            | середня          | член Партії регіонів                    | ВУВГ «Донець», заступник начальника відділу охорони       |
| Політична партія «Сильна Україна» |                                 |                       |                  |                                         |                                                           |
| 8                                 | Гіглавий Олександр Васильович   | 02.11.2010            | вища             | член Політичної партії «Сильна Україна» | ДП «Новомосковський військовий лісгосп», майстер          |
| 16                                | Набока Ігор Павлович            | 02.11.2010            | вища             | член Політичної партії «Сильна Україна» | ТОВ «Лебязький цегельний завод», начальник відділу кадрів |
| Самовисування                     |                                 |                       |                  |                                         |                                                           |
| 2                                 | Пугачева Ольга Леонідівна       | 02.11.2010            | вища             | позапартійна                            | Кочетоцька школа-інтернат, психолог                       |
| 10                                | Яранцева Лариса Василівна       | 02.11.2010            | вища             | позапартійна                            | Кочетоцька селищна рада, головний бухгалтер               |
| 19                                | Ананьєва Наталія Анатоліївна    | 16.01.2011            | незакінчена вища | член Партії регіонів                    | Кочетоцька селищна рада, діловод                          |